# Rifugio Vittorio Emanuele II
Il rifugio Vittorio Emanuele II è un rifugio alpino sulle rive del lago Moncorvé, situato nel comune di Valsavarenche (AO) in Valsavarenche nelle Alpi Graie, nel cuore del parco nazionale del Gran Paradiso, a 2.732 m.

## Storia
Il vecchio rifugio, costruito nel 1884 ed ancora in uso, è stato affiancato dall'edificio attuale con tetto a forma parabolica, inaugurato nel 1961. Entrambi sono dedicati al primo re d'Italia Vittorio Emanuele II di Savoia, grande frequentatore della zona in quanto riserva reale di caccia.
Nella zona dei rifugi è stata inoltre edificata negli nei primi anni '60 una piccola cappella dedicata alla Madonna Regina della Valle d'Aosta, consacrata nel 1968 dal vescovo Mons. Blanchet.
Il nuovo rifugio ha subito negli anni successivi numerose opere di ampliamento: nel 2004 sono stati aggiunti nuovi locali presso la facciata sud-est, dedicati al personale di servizio; nel 2013 è stata costruita una nuova sala da pranzo; negli anni successivi si sono ricavati nuovi posti letto in alcuni container posizionati presso la facciata nord-ovest, con bagno esterno dedicato.

## Caratteristiche e informazioni
Il rifugio è gestito dalla sezione di Torino del Club Alpino Italiano. Il rifugio è meta di moltissimi escursionisti ed alpinisti, per questo motivo nel periodo di apertura è sempre piuttosto affollato. Ha una capienza di circa 152 posti letto, che si riducono a 21 nel periodo invernale.

## Accessi

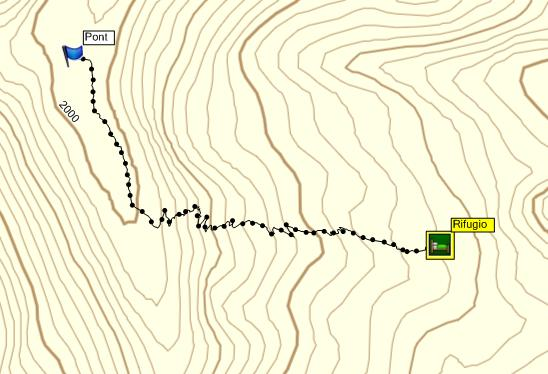
Visualizzazione grafica della salita al rifugio partendo da Pont.

Il più battuto è il sentiero che dalla frazione di Valsavarenche  Pont (1899 m) raggiunge il rifugio in circa 2 ore di cammino con difficoltà "E" (Escursionisti). Dapprima si costeggia il torrente che scende lungo la valle; poi si sale con ampi tornanti lungo il fianco della montagna. In avvicinamento al rifugio, l'ambiente è spettacolare e numerosi sono gli stambecchi che vi pascolano attorno.

## Ascensioni

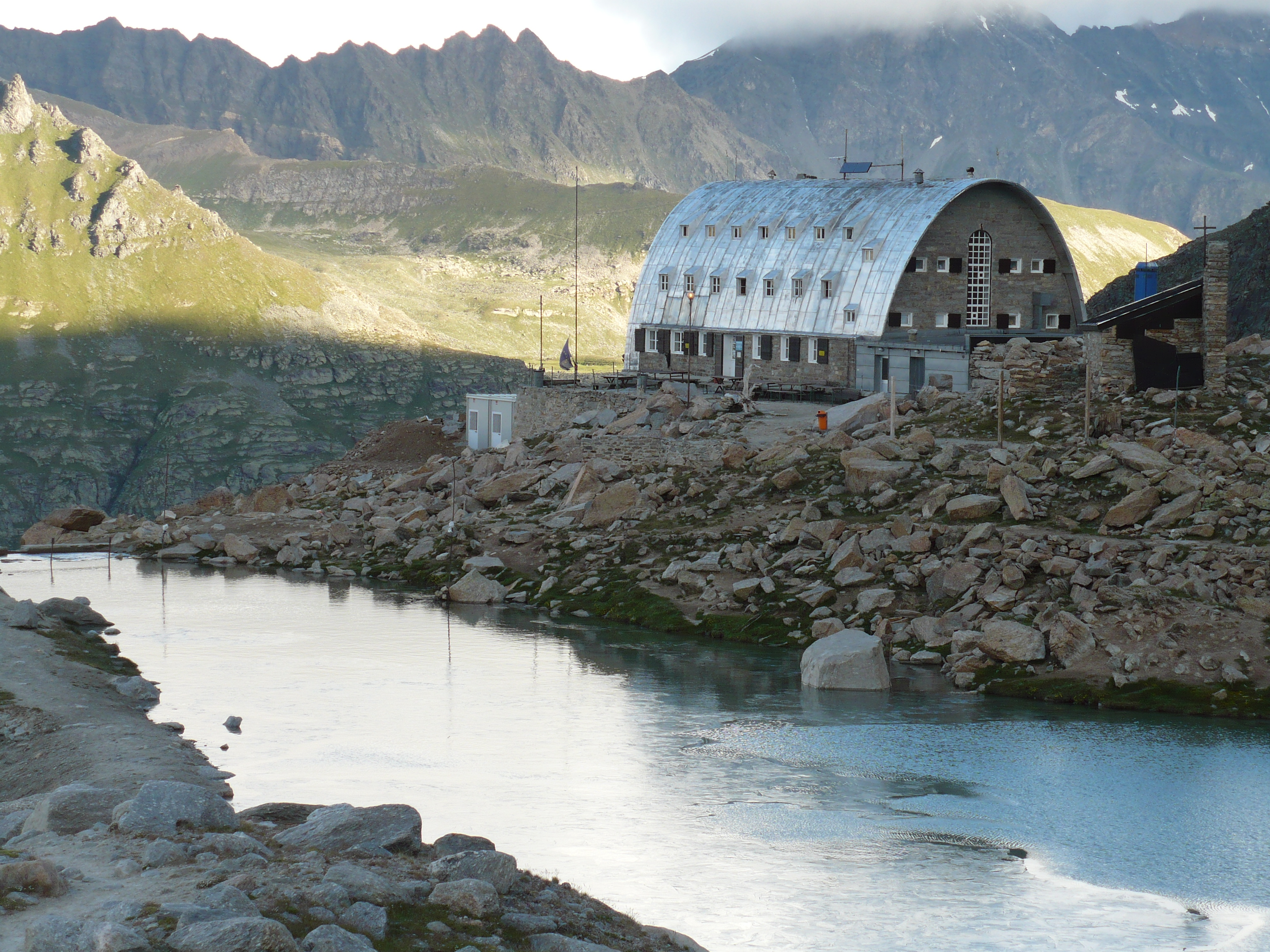
Immagine del rifugio.

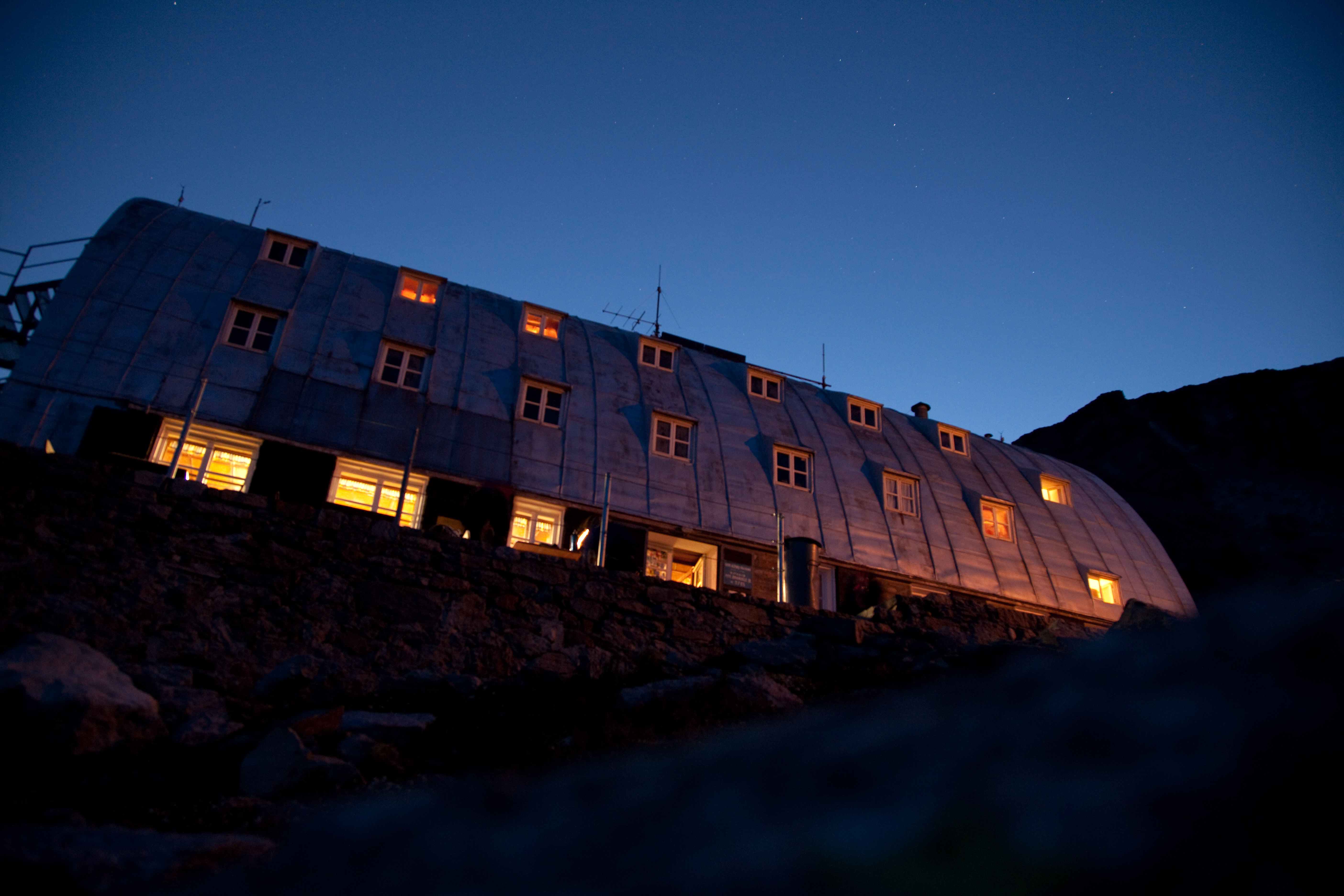

- Gran Paradiso 4061 m
- Becca di Moncorvé 3875 m
- Ciarforon 3640 m
- Tresenta 3609 m
- Becca di Monciair 3544 m

## Traversate
Il rifugio può essere raggiunto anche dai seguenti siti:
- bivacco Ivrea - 2770 m
- rifugio Federico Chabod - 2710 m
- rifugio città di Chivasso - 2604 m
- rifugio Vittorio Sella - 2584 m